# Gynaeseius irregularis
Gynaeseius irregularis är en spindeldjursart som först beskrevs av Evans 1953.  Gynaeseius irregularis ingår i släktet Gynaeseius och familjen Phytoseiidae. Inga underarter finns listade i Catalogue of Life.